# Gyula Juhász
Gyula Juhász (Szeged, 4 d'abril del 1883 — 6 d'abril del 1937) fou un poeta hongarès vinculat a la revista Nyugat, guanyador del Premi Baumgarten.

## Biografia
Gyula Juhász nasqué l'abril de 1883 al nucli de Szeged. En el conjunt de la seva vida, hom denotà una certa dilecció devers la solitud i l'aflicció, fet que induí l'adaptació d'una trajectòria vital i artística fortament individual, regides ambdues per la introversió, allunyades, adés, de les coetànies trajectòries dels poetes contemporanis que s'agruparen als volts de la publicació Nyugat. Entre el 1902 i el 1906 s'intruí a la Universitat de Budapest, indret on conegué Mihály Babits i Dezső Kosztolányi.
Els seus primers poemes, d'un to sentimental, foren inclosos en una antologia titulada Demà (Nagyvárad, 1908), en la qual ensems prengueren part autors del nivell d'Endre Ady o Mihály Babits. També en aquesta època conegué l'amor de sa vida, una jove actriu anomenada Anna a qui gentilment dedicà copiosos escrits, que, malauradament, mai correspongué pas a ses designis. Certs dels al·ludits poemes, cas de "Com era sa bellesa" o "Anna per sempre", constitueixen part qualitativa del conjunt de la seva producció lírica, puix que demostren una cura notable quant al maneig de l'harmonia lèxica i temàtica.
En iniciar-se la Primera Guerra Mundial, Juhász mostrà una actitud força bel·ligerant, especialment envers Rússia, a qui conferia la culpabilitat, si més no parcial, del fracàs que experimentà la Revolució hongaresa de 1848. A mesura que el conflicte s'eixamplava, son capteniment reeixí majorment humà, en copsar la infausta misèria generalitzada que abastava la població (primordialment els obrers). Tal fet argumenta en part que Juhász fos un dels pocs intel·lectuals reconeguts compromesos a suportar ideològicament la Revolució de 1918 que instituí la República Soviètica d'Hongria. Tantost sa vida prosseguia, Gyula Juhász esdevenia solitari en grau major: aïllat de la vida intel·lectual de Budapest, ses col·laboracions amb la revista Nyugat no eren prou ufanes. En contraposició als seus contemporanis, Juhász optà per una poesia regional, que descrivia les contrades relatives als voltants de Szeged, paisatges que en el decurs dels anys 20 adquiriren connotacions socials, car constituïen un retrat de la complexa vida pagesa de la zona.
Juhász va ser un poeta prolífic que esmerçà una part rellevant de la seva producció a reflexionar sobre la mort. En sos darrers anys, no assoleix la meticulositat i l'eminència que caracteritzava la seva tasca precedent: les imatges cessen força, la temàtica es tracta amb superficialitat... Durant els esmentats anys dedicà un considerable nombre de versos a amics propers, amb motiu de llur jubilació o defunció (on hom també intueix l'emmusteïment de son ímpetu). En tal lapse, rarament abandonà la seva cambra. Succeïdes distintes temptatives fallides, Gyula Juhász se suïcidà en sa llar de Szeged el 6 d'abril de l'any 1937.